# Pozuelo del Rey
Pozuelo del Rey est une commune de la communauté de Madrid, en Espagne.